# Lisinopril
Lisinopril je lek klase inhibitora angiotenzin konvertujućeg enzima (ACE). On se prvenstveno koristi u tretmanu hipertenzije, zatajenja srca, i srčanog udara, kao i za sprečavanje renalnih i retinalnih komplikacija uzrokovanih dijabetesom. Njegove indikacije, kontraindikacije i nuspojave su tipične za sve ACE inhibitore.
Istorijski, lisinopril je bio treći ACE inhibitor (nakon kaptoprila i enalaprila) i uveden je u upotrebu tokm ranih 1990-tih.

## Osobine
| Osobina                  | Vrednost |
| ------------------------ | -------- |
| Broj akceptora vodonika  | 7        |
| Broj donora vodonika     | 4        |
| Broj rotacionih veza     | 12       |
| Particioni koeficijent ( | -3,7     |
| Rastvorljivost (logS, log(mol/L))       | -4,2     |
| Polarna površina (PSA, Å2)  | 132,9    |

## Literatura
- Fogari R, Zoppi A, Corradi L, Lazzari P, Mugellini A, Lusardi P (1998). „Comparative effects of lisinopril and losartan on insulin sensitivity in the treatment of non diabetic hypertensive patients”. Br J Clin Pharmacol. 46 (5): 467—71. PMC 1873694 . PMID 9833600. doi:10.1046/j.1365-2125.1998.00811.x.
- Bussien JP, Waeber B, Nussberger J, Gomez HJ, Brunner HR (1985). „Once-daily lisinopril in hypertensive patients: Effect on blood pressure and the renin-angiotensin system”. Curr Therap Res. 37: 342—51.

## Spoljašnje veze
|  | Molimo Vas, obratite pažnju na važno upozorenje u vezi sa temama iz oblasti medicine (zdravlja). |